# Schwarzer Kiefernprachtkäfer
Der Schwarze Kiefernprachtkäfer (Melanophila acuminata) ist ein auch in Mitteleuropa vorkommender Vertreter der Gattung Melanophila, die 15 Arten in der Holarktis umfasst. Neben Europa gehören auch Asien und Nordamerika (von Mexiko bis Alaska und Neufundland) und die Karibik (mit Kuba) zum Verbreitungsgebiet der Art.

## Merkmale
Der Kopf des etwa 8 bis 11 mm langen und einfarbig schwarzen Käfers ist recht groß und in Aufsicht superelliptisch. Die Stirn (Frons) trägt einen Längseindruck. Die Fühler reichen zurückgelegt etwas hinter die Hinterecken des Pronotum, die Fühlerglieder sind vom vierten Glied an schwach dreieckig und sägeförmig erweitert. Der Halsschild (Pronotum) ist fast rechteckig, die Seiten gleichmäßig schwach gerundet, nach vorne und hinten nur wenig verschmälert und fein netzartig skulpturiert sowie schwach punktiert. Die Flügeldecken (Elytren) sind unbehaart, etwas breiter als das Pronotum, sie sind matt schwarz, dicht und unregelmäßig punktiert, ohne Rippen, aber mit flachen Längseindrücken. Sie sind beiderseits in eine zahnförmige Spitze ausgezogen (Artname: acuminata, lateinisch "zugespitzt"). Charakteristisch sind die mesothorakalen Infrarot-Sinnesorgane.

## Lebensweise
Bekannt wurde diese Art durch ihre Pyrophilie („Feuerliebe“): Die adulten Käfer sprechen auf Waldbrände an, da die Larven sich nur im Bast durch Feuer abgestorbener Bäume entwickeln können; sie sind nicht imstande, die natürliche Abwehrreaktion lebender Bäume v. a. durch Harz zu überwinden. Die Art ist in Bezug auf Holzarten nicht wählerisch, sie wurde in mehr als 30 Baumarten, darunter Laub- und Nadelbäume, nachgewiesen. Die meisten Nachweise liegen von Kiefern-Arten (Gattung Pinus) vor, vermutlich, weil diese besonders brandgefährdet sind. Der Käfer gilt bei allgemeiner Nachsuche als selten. Werden allerdings gezielt Brandstellen ausgewertet, tritt er sehr weit verbreitet und oft in enormen Individuendichten auf. So wurde 1998 in Ostdeutschland eine nahezu flächendeckende Verbreitung an allen untersuchten Waldbränden festgestellt. Ähnlich Beobachtungen liegen aus Österreich vor. In England soll die Art hingegen sehr selten, möglicherweise nur eingeschleppt, und heute auf die Umgegend von Ascot beschränkt sein.
Imagines der Art kommen von Juni bis Oktober vor. Nach der Paarung legen die Weibchen Eier an oft noch glimmende Bäume. Aber auch angebrannte Bäume des Vorjahres werden möglicherweise noch zur Eiablage genutzt. Die weißen Larven mit dickem Thorax, kleinem schwarzen Kopf und dünnem Hinterleib ("Buprestis-Typ") entwickeln sich unter der Rinde, verpuppen sich und werden meist erst im zweitfolgenden Frühjahr zur Imago. Sie kommen zusammen mit ähnlichen Larven der Prachtkäfergattungen Phaenops (vgl. Blauer Kiefernprachtkäfer) oder Anthaxia (vgl. Vierpunktiger Kiefernprachtkäfer) vor, die ebenfalls geschwächte Kiefern befallen, aber keinen Bezug zu Feuern haben.

## Sinnesphysiologische Details
Angelockt werden die paarungsbereiten Käfer zunächst durch Guajacol und dessen Derivate im Rauch. Sie nehmen dieses mit chemischen Sinnesrezeptoren in den Fühlern wahr; auch bei Feuern in mehreren Kilometern Entfernung. Die weitere Orientierung erfolgt mittels der infrarotempfindlichen Grubenorgane an den Hüften (Coxen) der mittleren Beine, die ebenfalls über beträchtliche Distanzen wirksam sind. An der Grubenbasis sitzen jeweils etwa 50 bis 100 kuppelförmig vorgewölbte Sensillen. Diese sind begleitet von Wachsdrüsen, so dass die Grube beim lebenden Tier mit Wachs angefüllt ist. Es ist aufgrund des Feinbaus der Sensillen anzunehmen, dass diese aus mechanorezeptorischen Haar-Sinnesorganen entstanden sind. Die Reizwahrnehmung erfolgt daher wohl mechanisch, durch hitzebedingte Volumenänderung der Kuppel, die einen Druckreiz erzeugt. Es konnte durch Elektrodenableitung nachgewiesen werden, dass Infrarotstrahlung allein (ohne Beteiligung von sichtbarem Licht) die Rezeptoren erregt. Durch die Lage der Gruben wird Infrarotstrahlung überwiegend von unten und der Seite wahrgenommen, dies erscheint für Orientierung im Flug auch besonders günstig. 
Der Sensor des Käfers funktioniert unabhängig von normalen und langsamen Temperaturschwankungen der Umgebung.

### Technische Anwendbarkeit
In der Bionik wird das Funktionsprinzip des Sinnesorgans von Melanophila acuminata erforscht, um es in technische Anwendungen zu überführen. Die Idee ist, eine technische Nase zu entwickeln, die in der Lage ist, geringste Konzentrationen von Gasen zu bestimmen und zu orten, um beispielsweise eine Brandmeldung auszulösen.

## Gefährdung
Im gesamten Verbreitungsgebiet kann die Art jahrelang beinahe verschwunden sein, um dann nach Waldbränden plötzlich wieder aufzutauchen. Die Einstufung in Rote Listen ist daher nur von beschränkter Aussagekraft. Melanophila acuminata wird in der Roten Liste für Deutschland in der Kategorie 2 („stark gefährdet“) geführt.

## Belege